# ماتياس بيسكاي
ماتياس بيسكاي (بالإسبانية: Matías Biscay)‏ هو لاعب كرة قدم أرجنتيني في مركز الوسط، ولد في 5 مارس 1974 في San Fernando, Buenos Aires ‏ في الأرجنتين. لعب مع ريفر بليت.